# شيلدون برايس
شيلدون برايس (بالإنجليزية: Sheldon Price)‏ هو لاعب كرة قدم أمريكية أمريكي، ولد في 26 مارس 1991 في لونغ بيتش في الولايات المتحدة.

## وصلات خارجية
- شيلدون برايس على موقع مرجع كرة القدم المحترفة.كوم (الإنجليزية)
- شيلدون برايس على موقع كلية كرة القدم في سبورتس رفرنس.كوم (الإنجليزية)